# Grant Green
Pour les articles homonymes, voir Green.
Grant Green est un guitariste américain de jazz, né le 6 juin 1935 à Saint-Louis, dans le Missouri, et mort à New York le 31 janvier 1979. 
Grant Green est un des plus grands guitaristes de jazz des années 1960-1970. Son style particulier est dû au fait qu'il ne joue quasiment qu'en single note, ses rares accords étant souvent constitués de deux ou trois notes. 
Cela provient probablement de son admiration pour Charlie Parker : selon une interview, il lui arrivait de passer la nuit à rejouer les solos de Bird note à note.
Très nettement basé sur le blues, il est pourtant très à l'aise dans le bebop, et privilégie toujours l'efficacité rythmique et mélodique à la prouesse technique.
Grand favori du label Blue Note, Alfred Lion le mit à contribution dans de nombreux albums, aussi bien en tant que leader que sideman.
Il est très apprécié des organistes, en témoignent ses disques avec Jimmy Smith, Big John Patton ou encore Larry Young.
Il a joué également avec Lou Donaldson, Hank Mobley, Herbie Hancock, Lee Morgan, Donald Byrd, Art Blakey, Elvin Jones, Bobby Hutcherson, etc.

## Biographie
Green est né à St. Louis, Missouri. Il fait ses premiers pas en tant que guitariste professionnel à l'âge de 13 ans, dans un ensemble de gospel. Ses influences étaient Charlie Christian, Charlie Parker, Lester Young et Jimmy Raney. Il a d'abord joué du boogie-woogie avant de passer au jazz. Ses premiers enregistrements à St. Louis étaient avec le saxophoniste ténor Jimmy Forrest pour le label United. Le batteur du groupe était Elvin Jones, qui deviendra plus tard un élément clé derrière John Coltrane. Grant enregistrera avec Elvin à nouveau au début des années 1960. 
Lou Donaldson découvrit Grant jouant dans un bar à Saint-Louis et l'encouragea à venir jouer à New York. Grant arriva à New York autour de 1959-1960.
Lou Donaldson introduisit Grant Green à Alfred Lion de Blue Note. Lion fut tellement impressionné par Grant que, plutôt que de le tester en tant que sideman, comme cela était la pratique habituelle de Blue Note, Lion lui offrit l'opportunité d'enregistrer en tant que chef d'un groupe. Cependant, en raison d'un manque de confiance en soi de la part de Green, la session d'enregistrement initiale n'a été éditée qu'en 2001 comme First Session.
Malgré la mise à l'écart de cette première session, la relation d'enregistrement de Green avec Blue Note dura, à quelques exceptions près, tout au long des années soixante. De 1961 à 1965, Grant Green fit plus d'apparitions sur Blue Note Records, en tant que leader ou sideman, que quiconque. Le premier album publié de Grant Green en tant que chef de file fut First Grant stand. Il a été suivi dans la même année par Green Street et Grantstand. Grant a été nommé meilleur nouvelle étoile dans le Down Beat par le sondage des critiques, en 1962. Il a souvent soutenu d’autres musiciens importants du label Blue Note, comme les saxophonistes Hank Mobley, Ike Quebec, Stanley Turrentine et l’organiste Larry Young.
Sunday Mornin, The Latin Bit et Feelin' Spirit sont tous des album concept, prenant chacun un thème musical ou style : Gospel, Musique latine et Spiritual Music respectivement. Grant a eu toujours plus de succès artistique au cours de cette période, notamment dans ses concerts. Idle Moments (1963), mettant en vedette Joe Henderson et Bobby Hutcherson, et Solid (1964), sont considérés comme deux des meilleurs enregistrements de Grant.
Un grand nombre des enregistrements de Grant n'a pas été divulgué au cours de sa vie. Ceux-ci comprennent McCoy Tyner et Elvin Jones (également partie du « groupe » durant Solid) jouant sur Matador (également enregistré en 1964), et plusieurs albums avec le pianiste Sonny Clark. En 1966, Grant a quitté Blue Note et enregistré pour plusieurs autres étiquettes, y compris Verve Records. De 1967 à 1969 Grant a été plutôt inactif en raison de problèmes personnels et des effets de l'héroïne. En 1969, Grant est revenu avec un nouveau groupe influencé par le funk. Ses enregistrements de cette période comprennent le succès commercial Green Is Beautiful  et la bande originale du film The Final Comedown.
À la fin des années 1960, Green devient un guitariste jazz-funk de premier plan. Son sextet se compose en général de Claude Bartee, Houston Person ou Clarence Thomas aux saxophones, Ronnie Foster, Shelton Raster ou Neal Creque à l'orgue, Wilton Felder à la basse, Joseph Armstrong ou Bobbye Porter Hall aux percussions, Idris Muhammad ou Greg Williams à la batterie. Trois albums en concert donnent un aperçu de l'efficacité de ces orchestres jazz-funk menés par Green : Alive!, réalisé en 1970, Live at the Club Mozambique, en 1971, et Live at the Lighthouse, en 1972. Son contrat chez Blue note terminé, il n'adhère pas au disco-funk et à l'électro-jazz, en vogue au milieu des années 1970. Il ne réalise que deux albums (moins convaincants), The Main attraction et East, avant de mourir d'une crise cardiaque en 1979. Les enregistrements de cette époque sont des succès commerciaux et ont été samplés à de nombreuses reprises par les producteurs de hip-hop, tel Dr. Dre qui reprit une partie du morceau Maybe Tomorrow afin de créer le sample du fameux Still D.R.E.
Grant a quitté Blue Note à nouveau en 1974. Les enregistrements ultérieurs qu'il a faits avec d'autres labels divisent : certains considèrent Green comme le «père de l'acid jazz» (ses derniers enregistrements ont été échantillonnées par des artistes tels que Us3, A Tribe Called Quest et Public Enemy), tandis que d'autres les jugent de pauvre qualité (Michael Cuscuna a écrit dans les notes de l'album  Matador : «au cours des années 1970 les enregistrements de Grant Green sont souvent ratés»).
Grant a passé une grande partie de 1978 à l'hôpital et, contre l'avis des médecins, est revenu sur la route pour gagner un peu d'argent. Pendant qu'à New York, il jouait pour un engagement dans le club de George Benson Lounge's Breezin', Grant s'effondre dans sa voiture, frappé par une crise cardiaque le 31 janvier 1979. Il a été enterré dans le cimetière de Greenwood, dans sa ville natale de St. Louis, Missouri. Grant Green avait six enfants. Depuis la disparition de Green, sa réputation a grandi et de nombreuses compilations, de ses débuts (post-bop / straight ahead et soul jazz) et des suites de l'évolution de son style (funky / jazz dancefloor), existent.

## Matériel
Il obtenait un son caractéristique en jouant sur une Gibson Es-330, puis sur une Gibson L7 et une Epiphone Emperor équipées d'un micro flottant McCarthy, et enfin une D'Aquisto New-Yorker avec un micro créé pour lui par Bill Lawrence.
George Benson explique que Grant Green réglait l'amplificateur en mettant à zéro les fréquences graves et aigües et au maximum les fréquences médiums, d'où un son très présent.

## Discographie

### Enregistrements commeleader
- First Session (1960)
- Grant's First Stand (1961)
- Reaching Out (1961)
- Green Street (1961)
- Sunday Mornin' (1961)
- Grantstand (1961)
- Standards (1961)
- The Complete Quartets with Sonny Clark (1962)
- Born to be Blue (1962)
- The Latin Bit (1962)
- Goin' West (1962)
- Feelin' the Spirit (1962)
- Blues for Lou (1963)
- Am I Blue (1963)
- Idle Moments (1963)
- Matador (1964), enregistré avec des membres du quartet de John Coltrane.
- Solid (1964)
- Talkin' About (1964)
- Street of Dreams (1964)
- I Want to Hold Your Hand (1965)
- His Majesty King Funk (1965)
- Iron City (1967)
- Carryin' On (1969)
- Green is Beautiful (1970)
- Alive ! (1970)
- Live at Club Mozambique (1971)
- Visions (1971)
- Shades of Green (1971)
- The Final Comedown (1971)
- Live at the Lighthouse (1972)
- The Main Attraction (1976)
- Easy (1978)

### Enregistrements commesideman
1959
- Jimmy Forrest – All the Gin Is Gone  (Delmark)
- Jimmy Forrest – Black Forrest  (Delmark)

1960
- Sam Lazar – Space Flight (Argo)
- Willie Dixon – Blues Roots Series, Vol. 12 (Chess)

1961
- Lou Donaldson – Here 'Tis (Blue Note)
- Baby Face Willette – Face to Face (Blue Note)
- Baby Face Willette – Stop and Listen (Blue Note)
- Brother Jack McDuff – The Honeydripper  (Prestige)
- Stanley Turrentine – Up at Minton's (Blue Note)
- Dave Bailey – Reaching Out (Jazztime)
- Hank Mobley – Workout (Blue Note)
- Horace Parlan – Up & Down (Blue Note)
- Brother Jack McDuff – Steppin' Out (Prestige)
- Brother Jack McDuff – Goodnight, It's Time to Go (Prestige)
- Stanley Turrentine – ZT's Blues  (Blue Note)
- Lou Donaldson – A Man with a Horn  (Blue Note)
- Sonny Red – The Mode  (Jazzland)
- Sonny Red – Images (Jazzland)
- Ike Quebec – Blue & Sentimental (Blue Note)

1962
- Joe Carroll – Man with a Happy Sound  (Charlie Parker Records)
- Dodo Greene – My Hour of Need  (Blue Note)
- Don Wilkerson – Elder Don  (Blue Note)
- Lou Donaldson – The Natural Soul (Blue Note)
- Don Wilkerson – Preach Brother! (Blue Note)

1963
- Lou Donaldson – Good Gracious!  (Blue Note)
- Jimmy Smith – I'm Movin' On (Blue Note)
- Jimmy Smith – Special Guests  (Blue Note Japan)
- Booker Ervin – Back from the Gig (Blue Note)
- Herbie Hancock – My Point of View (Blue Note)
- Horace Parlan – Happy Frame of Mind (Blue Note)
- "Big" John Patton – Along Came John (Blue Note)
- Gloria Coleman – Soul Sisters (Impulse!)
- Harold Vick – Steppin' Out! (Blue Note)
- "Big" John Patton – Blue John (Blue Note)
- Don Wilkerson – Shoutin'  (Blue Note)
- George Braith – Two Souls in One (Blue Note)
- Mary Lou Williams – Black Christ of the Andes (Saba/MPS)
- George Braith – Soulstream (Blue Note)
- Bobby Hutcherson – The Kicker (Blue Note)

1964
- Lee Morgan – Search for the New Land (Blue Note)
- George Braith – Extension (Blue Note)
- "Big" John Patton – The Way I Feel (John Patton album)|The Way I Feel (Blue Note)
- Larry Young – Into Somethin' (Blue Note)
- Donald Byrd – I'm Tryin' to Get Home (Blue Note)

1965
- Johnny Hodges/Wild Bill Davis – Joe's Blues (Verve)
- Grassella Oliphant – The Grass Is Greener (Atlantic)
- "Big" John Patton – Oh Baby!  (Blue Note)
- Art Blakey – Hold On, I'm Coming (Limelight)
- Lou Donaldson – Musty Rusty (Cadet)
- Johnny Hodges/Wild Bill Davis – Wings and Things (Verve)
- "Big" John Patton – Let 'em Roll (Blue Note)

1966
- George Braith – Laughing Soul (Prestige)
- "Big" John Patton – Got a Good Thing Goin'  (Blue Note)
- Art Blakey – Hold On, I'm Coming (Limelight)
- Stanley Turrentine – Rough 'n' Tumble (Blue Note)

1969
- Rusty Bryant – Rusty Bryant Returns  (Prestige)
- Charles Kynard – The Soul Brotherhood  (Prestige)
- Reuben Wilson – Love Bug  (Blue Note)
- Don Patterson – Brothers-4  (Prestige)
- Don Patterson – Donny Brook  (Prestige)
- Don Patterson – Tune Up!  (Prestige)

1970
- Charles Kynard – Afro-Disiac  (Prestige)
- Fats Theus – Black Out (CTI)
- Houston Person – Person to Person! (Prestige)

1973
- Houston Person – The Real Thing (Eastbound)